# Cyprolais viridipyga
Cyprolais viridipyga är en skalbaggsart som beskrevs av Lewis 1879. Cyprolais viridipyga ingår i släktet Cyprolais och familjen Cetoniidae. Utöver nominatformen finns också underarten C. v. ghanaensis.